# Vanina Correa
Pour les articles homonymes, voir Correa (homonymie).
Vanina Correa, née le 14 août 1983, est une footballeuse internationale argentine. Elle joue au poste de gardienne de but à Rosario Central.

## Biographie

### En équipe nationale
Correa est sélectionnée en équipe nationale à partir de 2003 ; elle fait partie des joueuses remplaçantes lors de la Coupe du monde 2003, mais ne joue finalement pas. Lors de l’édition suivante, elle encaisse onze buts face à l’Allemagne lors de la première rencontre, et ne joue pas les deux autres matchs de poule. Elle dispute ensuite les Jeux olympiques d'été de 2008 organisés à Pékin, sans réussir à dépasser le 1er tour. L’Argentine ne parvient pas à se qualifier pour la Coupe du monde 2011, Vanina Correa décide alors d'arrêter sa carrière en 2012.
Elle retourne toutefois à la compétition en 2017, participant à la Copa America en 2018, qui vaut à l’Argentine sa qualification pour le mondial 2019. À cette occasion, ses performances sont remarquées, avec un match nul face au Japon (vice-championnes du monde en titre) et un seul but encaissé face à l’Angleterre, rencontre lors de laquelle elle se voit nommée « joueuse du match »,.